# Arroyo del Medio (Cainguás)
El arroyo del Medio es un curso de agua ubicado en la provincia de Misiones, Argentina en los departamentos de Cainguás y Oberá. Su curso tiene una extensión de 62 kilómetros.
Nace en la divisoria de aguas de la sierra de Misiones, en el municipio de Campo Grande en las coordenadas 27°11′28″S 58°05′22″O / -27.19111, -58.08944, a 450 metros sobre el nivel del mar.  En sus primeros kilómetros desciende suavemente la meseta central, alcanzando la traza de la Ruta Nacional 14 a la altura del km 909,5, donde luego de trasponerla, recibe las aguas del arroyo Aguas Dulces por su margen izquierda.
Sigue un rumbo N.O-S.E hasta cierto punto, donde luego cambia a rumbo Sur, volviéndose su valle sumamente sinuoso y va profundizándose gradualmente hasta volverse encajonado, recibiendo por su margen derecha a los arroyos De la Cruz y Yazá. 
Desemboca en el arroyo Acaraguá en cercanías del balneario municipal de Campo Ramón en las coordenadas 27°26′37″S 54°55′31″O / -27.44361, -54.92528, a una altitud de 140 metros sobre el nivel del mar.
Sus principales afluentes por la margen derecha son los arroyos de la Cruz, Yazá y Persiguero y por la margen izquierda los arroyos Padilla, Grapia, Aguas Dulce (Chiquero), Rosa, Tarumita y Tres Pasos.